# Нижнетамбовское сельское поселение
Нижнетамбовское се́льское поселе́ние — муниципальное образование в Комсомольском районе Хабаровского края Российской Федерации.
Образовано в 2004 году.
Административный центр и единственный населённый пункт — село Нижнетамбовское. Ранее сельское поселение включало также населённый пункт разъезд 101 км, упразднённый в 2015 году в связи с отсутствием населения.

## Население
| 2010 | 2011 | 2012 | 2013 | 2014 | 2015 | 2016 | 2017 | 2018 |
| ---- | ---- | ---- | ---- | ---- | ---- | ---- | ---- | ---- |
| 942  | ↗949 | ↘946 | ↘939 | ↗947 | ↘902 | ↘867 | ↘834 | ↘814 |
| 2019 | 2020 | 2021 |      |      |      |      |      |      |
| ↘805 | ↘801 | ↘767 |      |      |      |      |      |      |

## Местное самоуправление
Главы сельского поселения
- с 29.01.2023 года — Виктор Иванович Рыжиков

Главы администрации
- Сергей Борисович Сухов